# Marcel Mathis
Marcel Mathis (ur. 24 grudnia 1991 w Hohenems) – austriacki narciarz alpejski, specjalizujący się w slalomie gigancie, złoty medalista mistrzostw świata.

## Kariera
Po raz pierwszy na arenie międzynarodowej pojawił się 20 grudnia 2006 roku w Laax, gdzie w zawodach FIS Race nie ukończył pierwszego przejazdu w gigancie. W 2010 roku wystartował na mistrzostwach świata juniorów w Reginie Mont Blanc, zajmując ósme miejsce w gigancie. Podczas rozgrywanych rok później mistrzostw świata juniorów w Crans-Montana zajął piąte miejsce w tej samej konkurencji, a slalomu nie ukończył.
W zawodach Pucharu Świata zadebiutował 29 stycznia 2010 roku w Kranjskiej Gorze, gdzie nie zakwalifikował się do drugiego przejazdu giganta. Pierwsze pucharowe punkty wywalczył 18 grudnia 2011 roku w Alta Badia, zajmując 27. miejsce tej samej konkurencji. Na podium zawodów tego cyklu po raz pierwszy stanął 18 lutego 2012 roku w Bansku, kończąc giganta na trzeciej pozycji (po pierwszym przejeździe zajmował 26. miejsce). W zawodach tych wyprzedzili go jedynie jego rodak, Marcel Hirscher oraz Włoch Massimiliano Blardone. Najlepsze wyniki osiągnął w sezonie 2011/2012, kiedy zajął 54. miejsce w klasyfikacji generalnej, a w klasyfikacji giganta był piętnasty.
Na mistrzostwach świata w Schladming w 2013 roku wspólnie z kolegami i koleżankami z reprezentacji zdobył złoty medal w zawodach drużynowych. Na tych samych mistrzostwach był też trzynasty w gigancie. Nie brał udziału w igrzyskach olimpijskich.

## Osiągnięcia

### Mistrzostwa świata
| Miejsce | Dzień     | Rok  | Miejscowość | Konkurencja | Czas zawodów | Strata  | Zwycięzca  |
| ------- | --------- | ---- | ----------- | ----------- | ------------ | ------- | ---------- |
| 1.      | 12 lutego | 2013 | Schladming  | Drużynowo   | -            | -       | -          |
| 13.     | 15 lutego | 2013 | Schladming  | Gigant      | 2:28,92 min  | +3,25 s | Ted Ligety |

### Mistrzostwa świata juniorów
| Miejsce | Dzień       | Rok  | Miejscowość       | Konkurencja | Czas biegu  | Strata  | Zwyciężczyni      |
| ------- | ----------- | ---- | ----------------- | ----------- | ----------- | ------- | ----------------- |
| 8.      | 31 stycznia | 2010 | Region Mont Blanc | Gigant      | 2:17,55 min | +1,23 s | Mathieu Faivre    |
| 5.      | 30 stycznia | 2011 | Crans-Montana     | Gigant      | 2:19,62 min | +1,30 s | Alexis Pinturault |
| DNF2    | 31 stycznia | 2011 | Crans-Montana     | Slalom      | 1:28,54 min | -       | Reto Schmidiger   |

### Puchar Świata

#### Miejsca w klasyfikacji generalnej
- sezon 2011/2012: 54
- sezon 2012/2013: 57.
- sezon 2013/2014: 94.

#### Miejsca na podium w zawodach
1. Bansko – 18 lutego 2012 (gigant) – 3. miejsce